# Mardonenque
Der Mardonenque (französisch: Ruisseau de Mardonenque) ist ein kleiner Fluss im Zentralmassivs von Frankreich, der im Département Aveyron der Region Okzitanien nordöstlich der Stadt Rodez verläuft.

## Geografie

### Verlauf
Der Mardonenque entspringt an der Westflanke des Berggipfels Signal de Mailhebiau (1469 m) im Gemeindegebiet von Saint Geniez d’Olt et d’Aubrac, entwässert generell in südwestlicher Richtung durch den Regionalen Naturpark Aubrac und mündet nach insgesamt rund 15 Kilometern im selben Gemeindegebiet als rechter Nebenfluss in den Lot. 

### Orte am Fluss
(Reihenfolge in Fließrichtung)
- Les Vergnes, Gemeinde Saint Geniez d’Olt et d’Aubrac
- Moncan, Gemeinde Saint Geniez d’Olt et d’Aubrac
- Aurelle-Verlac, Gemeinde Saint Geniez d’Olt et d’Aubrac
- Le Minié, Gemeinde Saint Geniez d’Olt et d’Aubrac
- Chapelle des Buis, Gemeinde Saint Geniez d’Olt et d’Aubrac